# Weißenfels
Weißenfels – miasto w Niemczech w kraju związkowym Saksonia-Anhalt, w powiecie Burgenland, położone nad Soławą, około 30 km na południe od Halle (Saale). Największe miasto powiatu.

## Historia

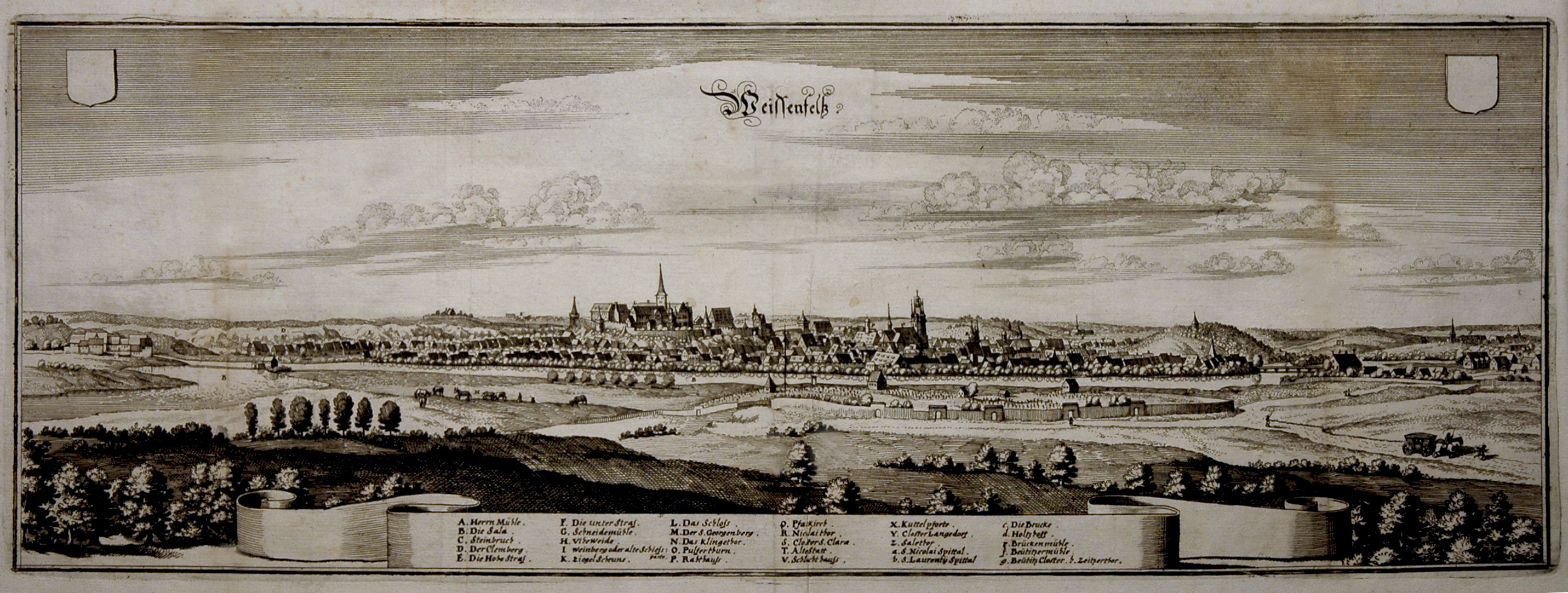
Miasto w XVII w.

Weißenfels otrzymało prawa miejskie w 1185 roku. Było stolicą księstwa Saksonia-Weißenfels od 1656 do 1746, a w latach 1746-1763 mieściło się w granicach unijnego państwa polsko-saskiego. W XVII w. wzniesiono tu zamek Neu-Augustusburg, będący główną rezydencją lokalnych książąt z dynastii Wettynów. W latach 1807–1815 wraz z Królestwem Saksonii było połączone unią z Księstwem Warszawskim, po czym zostało przyłączone do Królestwa Prus, wraz z którym w 1871 znalazło się w granicach Niemiec.
U schyłku II wojny światowej miasto zostało w kwietniu 1945 zdobyte przez wojska amerykańskie. W latach 1949–1990 należało do NRD. Do roku 1994 było siedzibą powiatu Weißenfels. 1 stycznia 2010 obszar miasta został powiększony o gminy Langendorf, Markwerben i Uichteritz.

## Podział administracyjny
Części miasta: Beuditz, Borau, Burgwerben, Georgenberg, Großkorbetha, Klingenvorstadt, Langenfeld, Leißling, Markwerben, Nikolaivorstadt, Reichardtswerben, Saaltorvorstadt, Schkortleben, Storkau, Tagewerben, Uichteritz i Wengelsdorf.

## Zabytki
- Zamek Neu-Augustusburg(inne języki) – dawna rezydencja książąt Saksonii–Weißenfels, współcześnie muzeum
- Ratusz(inne języki) z XVII–XVIII w.
- Cmentarz(inne języki) – miejsce spoczynku m.in. 32 polskich robotników przymusowych w nazistowskich Niemczech z czasów II wojny światowej
- Kościół Mariacki (gotycki)
- Klasztor klarysek
- Kamień upamiętniający króla Szwecji Gustawa II Adolfa, zmarłego w mieście w wyniku ran odniesionych w bitwie pod Lützen 1632.
- Kościół św. Elżbiety(inne języki) z XIX w.
- Kościół św. Marcina(inne języki), sięgający XIII w., przebudowany w XIX w.
- Gmach sądu z l. 1912-1913
- Kościół Lutra(inne języki) z l. 1926-1928 w stylu ekspresjonizmu

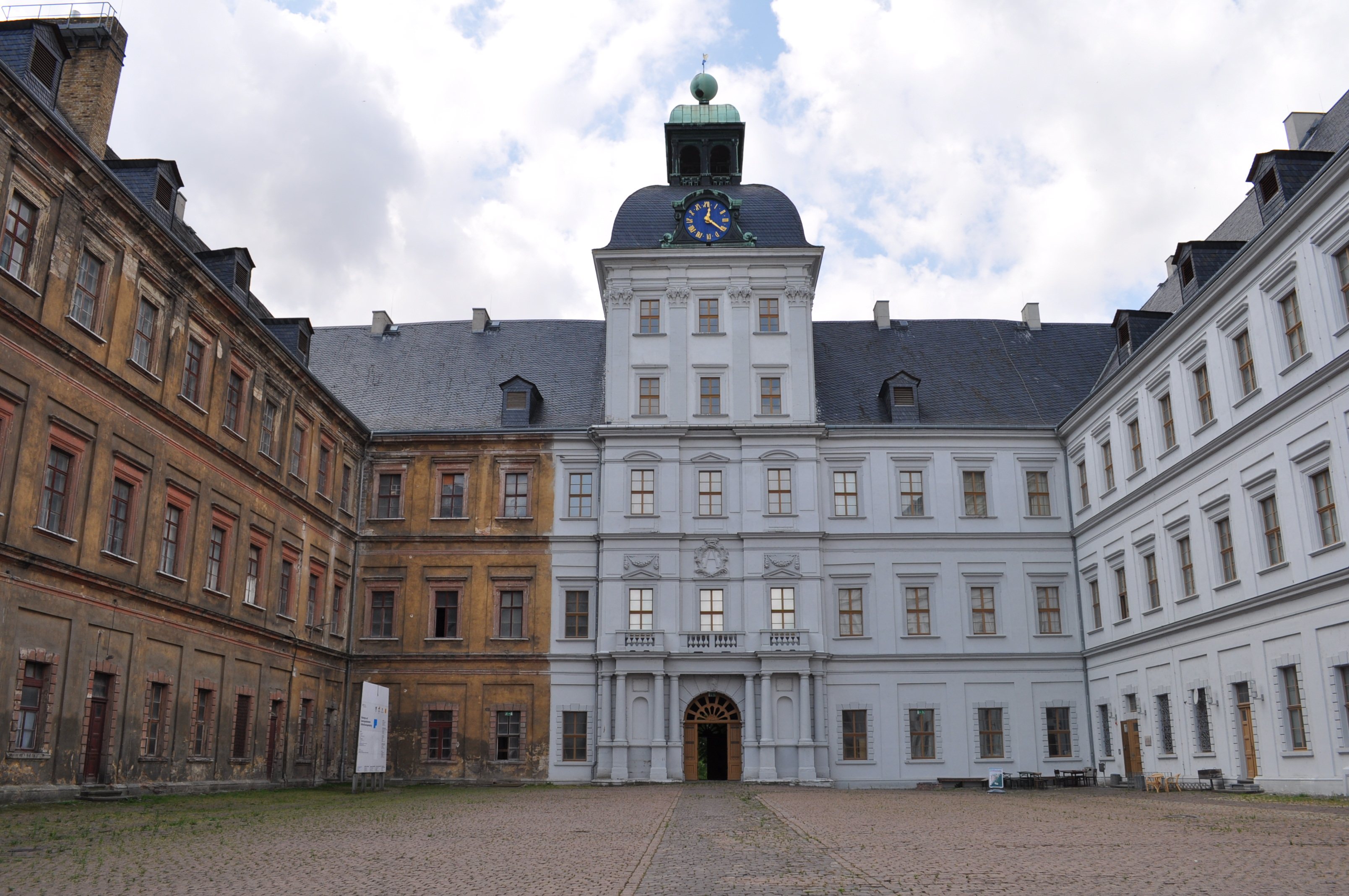
Zamek Neu-Augustusburg
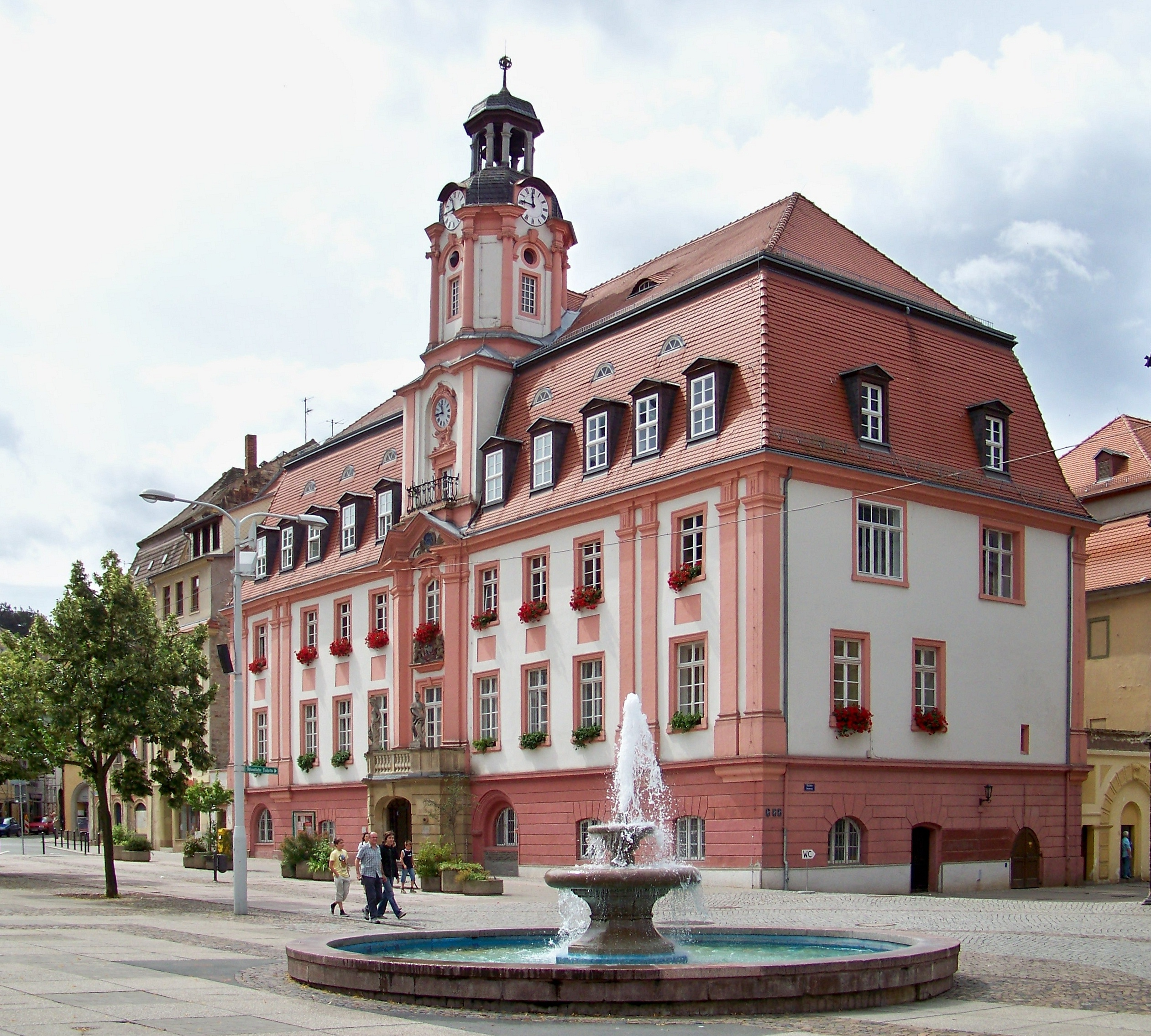
Ratusz
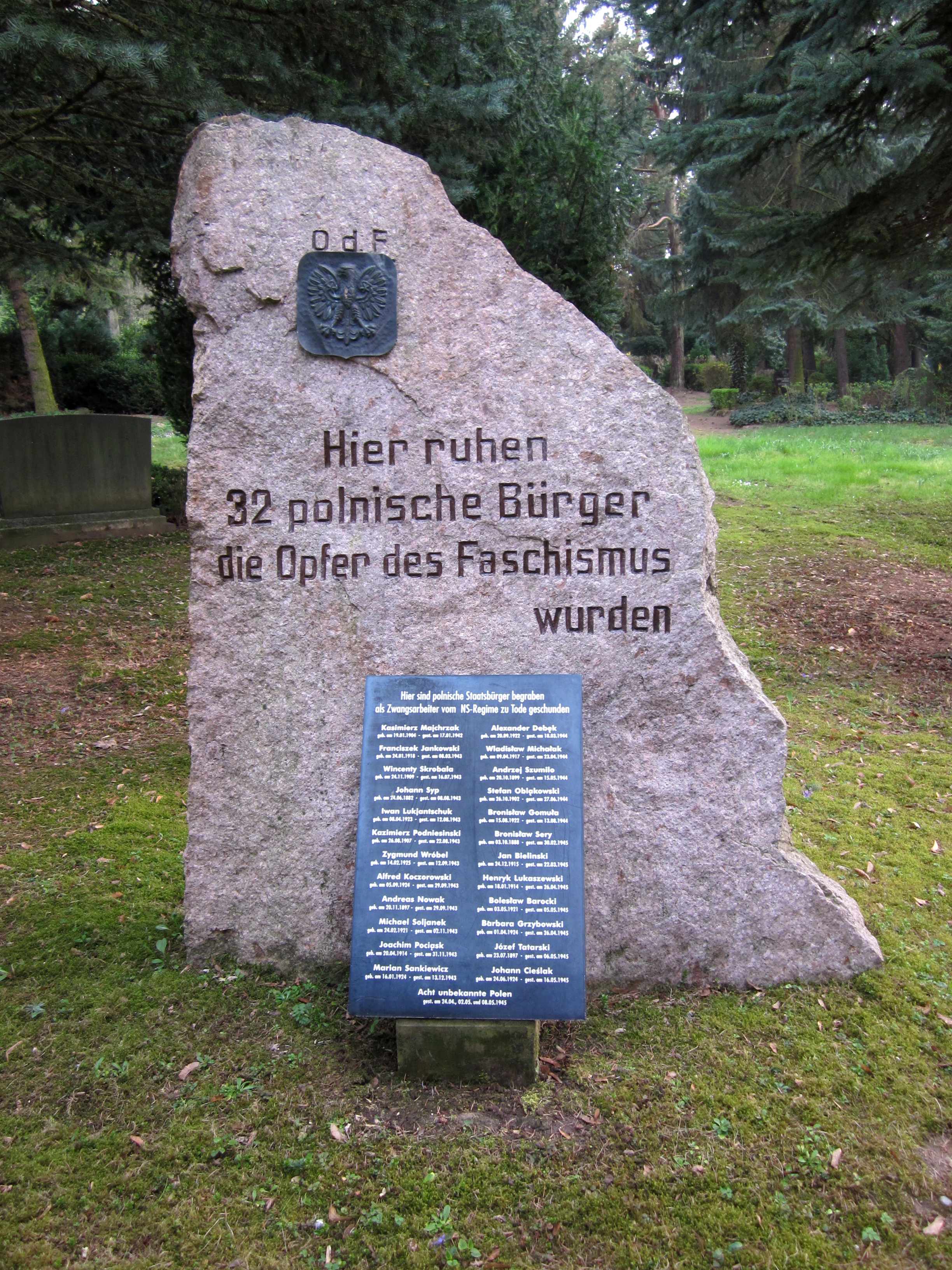
Grób polskich robotników przymusowych
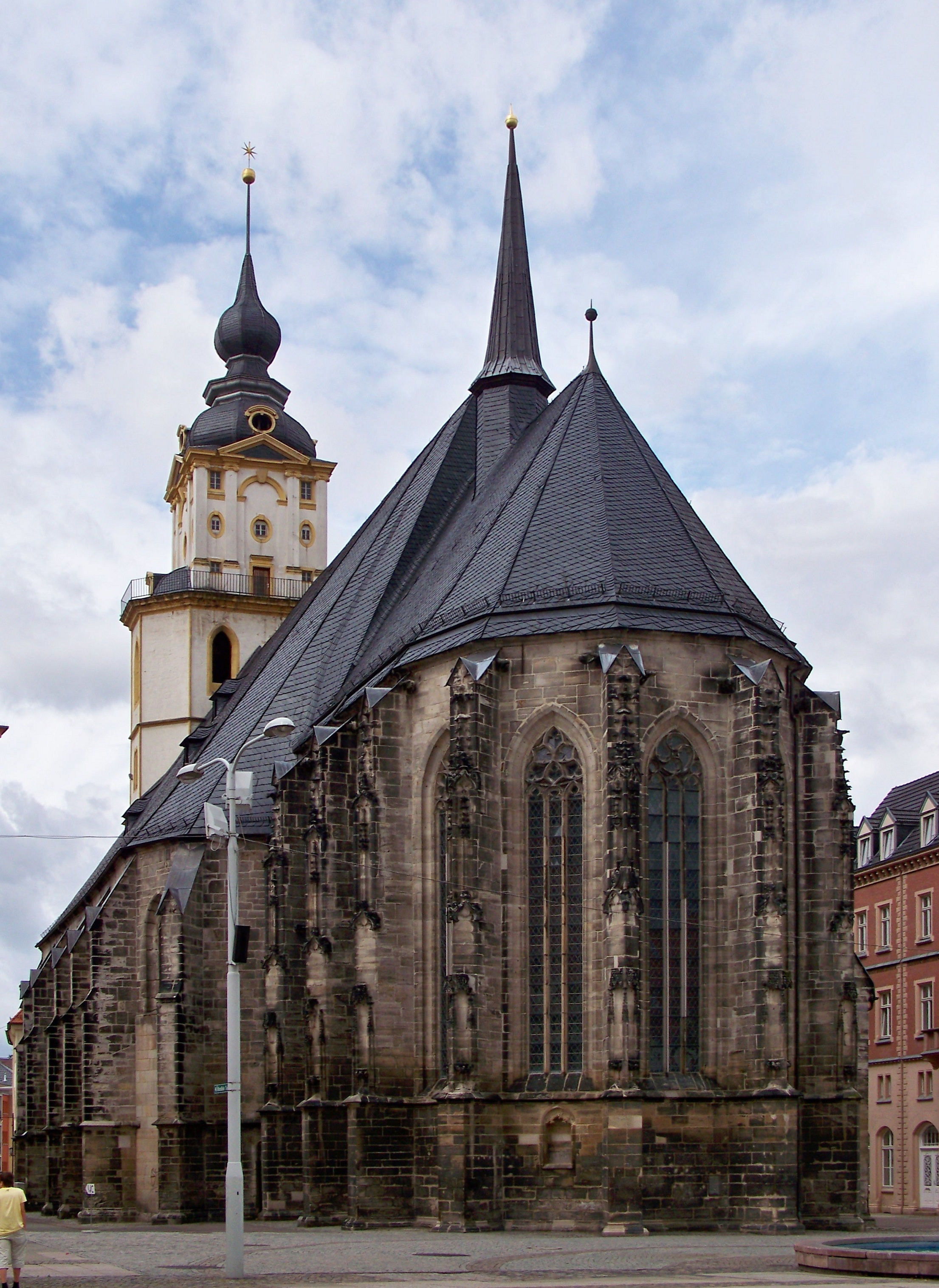
Kościół Mariacki
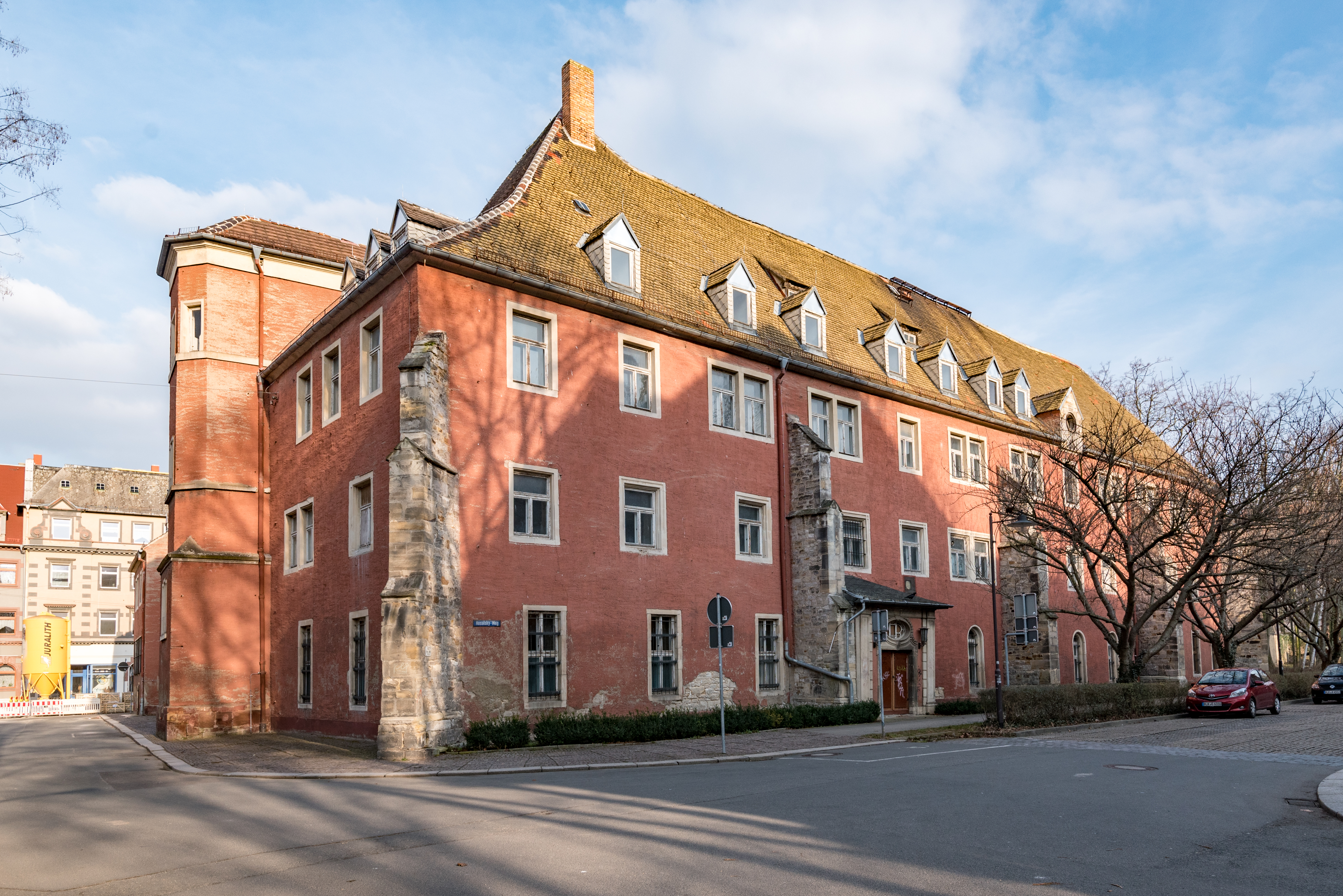
Klasztor klarysek

## Osoby związane z miastem

### Urodzeni w Weißenfels
- Chrystian (1682-1736) – książę Saksonii-Weißenfels
- Jan Adolf II (1685-1746) – książę Saksonii-Weißenfels
- Konrad Dannenberg (1912-2009) – specjalista rakietowy ośrodka w Peenemünde, a po II wojnie światowej – NASA
- Hermann Eilts (1922-2006) – dyplomata, ambasador USA w Arabii Saudyjskiej i doradca Henry Kissingera ds. Bliskiego Wschodu
- Horst P. Horst (1906-1999) – fotografik
- Binjamin Halewi (1910-1996) – izraelski sędzia i polityk

### Związani z miastem
- Heinrich Schütz (1585-1672) – niemiecki kompozytor i organista
- Novalis (1772-1801) – poeta

## Współpraca
Miejscowości partnerskie:
- Komárno, Słowacja
- Kornwestheim, Badenia-Wirtembergia
- Jarosław, Polska